# Ctenotus maryani
Ctenotus maryani este o specie de șopârle din genul Ctenotus, familia Scincidae, descrisă de Ken Aplin și Adams 1998. Conform Catalogue of Life specia Ctenotus maryani nu are subspecii cunoscute.